# 今井和幸
今井 和幸（いまい かずゆき、1931年4月13日 - 2008年1月27日）は、日本の地方公務員、経営者。兵庫県副知事、サンテレビジョン会長を務めた。兵庫県豊岡市出身。勲三等旭日中綬章。位階は正五位。

## 経歴・人物
1949年に兵庫県庁に入庁し、1954年に関西大学法学部を卒業。1993年から1997年までに副知事を務め、サンテレビジョン会長も務めた。
2008年1月27日肺炎のために死去。76歳没。

## 栄典
- 2002年4月に勲三等旭日中綬章を受章した[1]
- 死没日付で叙正五位[3]